# Перес, Абделькадер
Абделькадер Перес (годы рождения и смерти неизвестны) — марокканский адмирал и дипломат, посол в Великобритании в 1723 и 1737 годах. 29 августа 1724 года он встречался с Георгом I и принцем Уэльским. Судя по испанской фамилии, он был потомком морисков.